# Ilberstedt
Ilberstedt är en kommun och ort i Salzlandkreis i förbundslandet Sachsen-Anhalt i Tyskland.
Kommunen ingår i förvaltningsgemenskapen Saale-Wipper tillsammans med kommunerna Alsleben, Giersleben, Güsten och Plötzkau.